# Hemierianthus ocreatus
Hemierianthus ocreatus är en insektsart som först beskrevs av Rehn, J.A.G. 1904.  Hemierianthus ocreatus ingår i släktet Hemierianthus och familjen Chorotypidae. Inga underarter finns listade i Catalogue of Life.